# Rouvroy (Bèlgica)
Rouvroy (en való Rovroe-e-Gåme) és un municipi belga de la província de Luxemburg a la regió valona. Comprèn les viles de Couvreux, Dampicourt, Harnoncourt, Lamorteau, Montquintin, Rouvroy i Torgny.

## Demografia
- 1989: 1.892 habitants
- 1990: 1.876 habitants
- 1991: 1.895 habitants
- 1992: 1.900 habitants
- 1993: 1.927 habitants
- 1994: 1.924 habitants
- 1995: 1.902 habitants
- 1996: 1.875 habitants
- 1997: 1.882 habitants
- 1998: 1.892 habitants
- 1999: 1.896 habitants
- 2000: 1.877 habitants
- 2001: 1.923 habitants
- 2002: 1.950 habitants
- 2003: 1.949 habitants
- 2004: 1.941 habitants
- 2005: 1.975 habitants
- 2006: 1.983 habitants

## Administració
| Mandat    | Burgmestre         | Primer tinent d'alcalde | Segon           | Tercer                | Partit            |
| --------- | ------------------ | ----------------------- | --------------- | --------------------- | ----------------- |
| 1976-1982 | André Saintmard    |                         |                 |                       | PSC               |
| 1982-1988 | André Saintmard    | Francis Schmitz         |                 |                       | PSC               |
| 1988-1994 | André Saintmard    | Francis Schmitz         | Bernard Joannes | Josy Lepere           | PSC               |
| 1994-2000 | André GOBERT       | Stéphane Herbeuval      |                 |                       | Entente communale |
| 2000-2006 | Stéphane Herbeuval |                         |                 |                       | Entente communale |
| 2006-2012 | Stéphane Herbeuval | Christine Bergmann      | Carmen Ramlot   | Cécile Ducarme-Gillet | Entente communale |

## Agermanaments
- Dole (Jura)